# Алматинская ТЭЦ-2
Алматинская ТЭЦ-2, она же ТЭЦ-2 имени А. Жакутова — теплоэлектроцентраль, одна из трёх Алматинских ТЭЦ, принадлежит АО «Алматинские электрические станции».

## Строительство и эксплуатация
Строительство ТЭЦ-2 началось в 1974 году с проектной мощностью первой очереди 240 МВт. Станцию заглубили на 12 м из соображений сейсмической безопасности. Были установлены котлоагрегаты паропроизводительностью 420 т/ч. В 1980—1983 годах введены три паровых котла (тип БКЗ-420-140-7С) и три паровых турбины (тип ПТ-80/100-130/13). В 1985—1989 годы введены в эксплуатацию ещё четыре паровых котла (тип БКЗ-420-140-7С), одна паровая турбина типа Р-50-130/13 и две паровые турбины (тип Т-110/120-130-5). В 2016 году введён в эксплуатацию котлоагрегат №8 типа Е 420-13.8-560 КТ.
Эксплуатация осуществляется с 1989 года. С 15 февраля 2007 года ТЭЦ-2 функционирует в составе АО «Алматинские электрические станции» (АлЭС). С августа 2013 года носит имя Заслуженного работника промышленности Казахской ССР Айткали Жакутова, на станции установлена в его честь мемориальная доска. В 2021 году на территории станции был высажен плодовый сад.
В ноябре 2021 года было объявлено о начале строительства парогазовой установки мощностью до 600 МВт и переводе всей ТЭЦ-2 на газ. Предполагается, что этот процесс завершится к 2026 году, что сократит годовые выбросы вредных веществ с 50,4 тыс. т до 6,7 тыс. т. Оценочная стоимость строительства газовой ТЭЦ-2 составляет 324 млрд тенге, заниматься ею будут несколько китайских компаний. Финансировать проект взялся Банк развития Казахстана.

## Характеристики
Электрическая мощность станции — 510 МВт, тепловая мощность — 1411 Гкал/ч. Станция обеспечивает около 70% тепла зоны централизованного теплоснабжения и 50% электроэнергии города Алматы. В качестве топлива используется уголь.
ТЭЦ работает по тепловому графику с довыработкой электроэнергии в конденсационном режиме. Выдача тепла на Западный тепловой комплекс осуществляется по тепломагистралям диаметрами 800 мм и 1000 мм. Система горячего водоснабжения — открытая. Отпуск тепла осуществляется по специальному температурному графику с максимальной температурой сетевой воды зимой до 1350 °С, летом до 700 °С.